# Магріб (молитва)

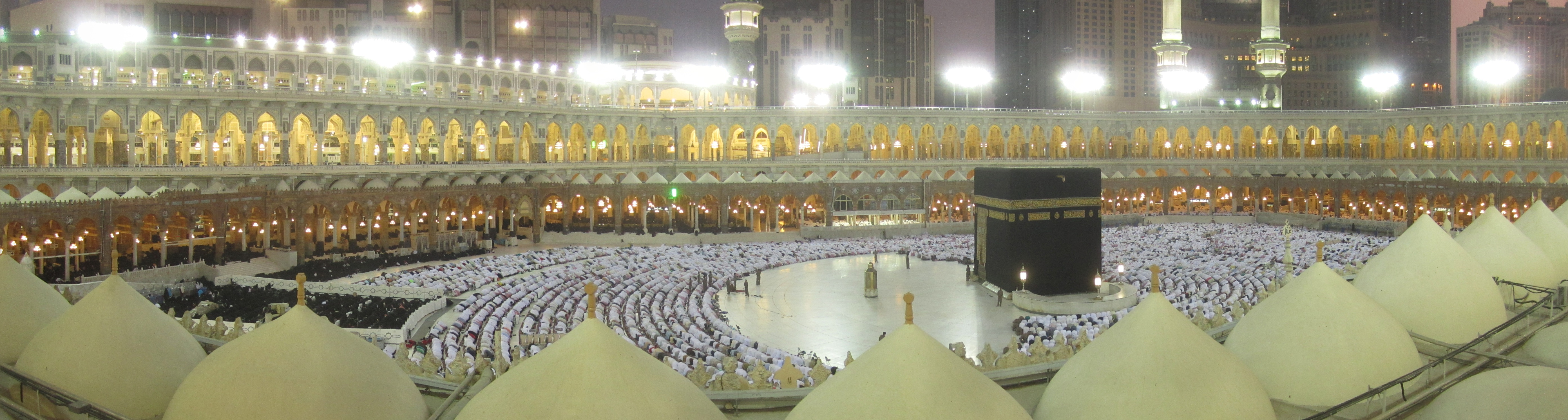
Магрібська молитва в Мечеть аль-Харам у Саудівській Аравії.

Магріб (араб. صلاة المغرب) — одна з п'яти обов'язкових намазів (ісламських молитов) і містить три цикли (ракат). Якщо рахувати з опівночі, то це четвертий.
За вченням мусульман-сунітів, період магрібської молитви починається одразу після заходу сонця, після молитви Аср, і закінчується на початку ночі, на початку молитви Іша. Що стосується мусульман-шиїтів, оскільки вони дозволяють виконувати молитви Магріб та Іша одна за одною, період для молитви Магріб продовжується до півночі. Однак, за винятком ханафітського мазгабу, мусульманам-сунітам також дозволено поєднувати молитви Магріб та Іша, якщо вони подорожують і не можуть виконувати молитви окремо. У цьому випадку період магрібської молитви триває від заходу сонця до світанку, як у шиїтів. Серед сунітів салафіти вважають допустимим поєднувати дві послідовні молитви (Магріб і Ішу, Зухр і Аср) з багатьох причин; наприклад, коли виникають різні потреби або через будь-які труднощі (переважають у школах Ханбалі та Шафіїт).
Обов'язкові щоденні молитви ісламу складаються з різної кількості одиниць, які називаються ракатами. Магрібська молитва має три обов'язкових (фард) ракати, дві сунни і два необов'язкових нафли. Перші два фард-ракати читаються вголос Імамом у громаді (людина, що відсутня в громаді й молиться на самоті, не зобов'язана вимовляти перші два рак'ати вголос), а третій — мовчки.
Щоб вважатися дійсним салятом, обов'язкові щоденні молитви мають бути виконані кожна у свій часовий проміжок. Люди з поважною причиною мають довший період, протягом якого їхні молитви вважатимуться дійсними.
П'ять щоденних молитов разом є одним зі стовпів п'яти стовпів ісламу в сунітському ісламі та одним із десяти релігійних обрядів (Фуру ад-Дін) за шиїтським ісламом.

## Варіації назви
| Мова                             | Назва |
| -------------------------------- | --- |
| Албанська                        | Namazi-i-akshamit, Namaz-i-mbrëmjes                                                                          |
| Арабська                         | صلاة المغرب (Ṣalāh al-Maghrib)                                                                               |
| Азербайджанська                  | Şam namazı                                                                                                   |
| Башкирська                       | Аҡшам намаҙы (Akşam namazı)                                                                                  |
| Бенгальська                      | মাগরিব (Magrib, Mugrib)                                                                                        |
| Боснійська, хорватська, сербська | Akšam-namaz                                                                                                  |
| Гінді                            | मग़रिब कि नमाज़् (Maghrib ki Namaz)                                                                                |
| Кашмірська                       | شام نماز (Shaam Namaz)                                                                                       |
| Казахська                        | Ақшам намазы (Aqşam namazy)                                                                                  |
| Курманджі                        | Nimêja Êvar, Nimêja Mexreb                                                                                   |
| Малайська, індонезійська         | Solat/Salat Maghrib                                                                                          |
| Пушту                            | ماښام لمونځ (Maasham/Maakham Lmunz)                                                                          |
| Перська, дарі, таджицька         | نماز مغرب (Namaz-e Maghreb) نماز شام (Namaz-e Shaam) Намози Мағриб (Namozi Maghrib) Намози Шом (Namozi Shom) |
| Пенджабська                      | شام دی نماز (Shaam di namaz) مغرب دی نماز (Maghrab di namaz)                                                 |
| Сомалійська                      | Salaada Magrib                                                                                               |
| Сорані                           | نوێژی مەغریب (Nuêjî Mexrîb)                                                                                  |
| Ташельхіт                        | ⵜⴰⵥⴰⵍⵍⵉⵜ ⵏ ⵜⵉⵡⵡⵓⵜⵛⵉ (Taẓallit n tiwwutci)                                                                    |
| Синдхі                           | سانجهي جي نماز (Saanjhi ji Nimaz)                                                                            |
| Таріфіт                          | Řemɣaạb |
| Татарська                        | Ахшам намазы (Axşam namazı)                                                                                  |
| Турецька                         | Akşam namazı                                                                                                 |
| Урду                             | نمازِ مغرب (Namaaz-e-Maghrib) مغرب کی نماز (Maghrib ki Namaaz)                                                |
| Уйгурська                        | شام نامىزى (Shaam Namzi)                                                                                     |
| Узбецька                         | Shom namozi                                                                                                  |

## Сунітська традиція

### Час початку
- Коли сонце повністю зайде за горизонт; одразу після закінчення періоду молитви Аср.

### Час закінчення
- Більшість вчених думок дотримується ханафітської школи, за якою іша починається, коли настає повна темрява і зникають жовті сутінки на небі.
- За думкою меншості в школі Малікі, встановлений час для молитви в Магрібі закінчується, коли червона нитка зникає з неба. На думку іншої школи шафіїтів, зникнення червоної нитки знаменує собою кінець Періоду необхідності. Цей час можна приблизно визначити, використовуючи сонце як міру. Коли сонце опускається на 12 градусів нижче горизонту, це приблизно еквівалентно зникненню червоного кольору з неба. Для наближеного визначення моменту настання повної темряви, тобто зникнення білої нитки з неба, деякі астрономи стверджують, що це відбувається, коли сонце опускається на 15 градусів нижче горизонту, в той час, як інші використовують більш безпечну цифру 18 градусів.[1][2] Астрономічні сутінки настають, коли сонце знаходиться на рівні від 12 до 18 градусів за горизонтом.

## Шиїтська традиція

### Час початку
- Коли червоність східного неба, яка зберігається на сході ще деякий час після заходу сонця, зникає над головою, коли дивишся вертикально вгору.

### Час закінчення
- Опівночі. Закінчення її часу настає після того, як минає приблизно одинадцять з чвертю години від встановленого законом полудня. Це для тих, хто перебуває у звичайних обставинах. Однак, якщо хтось заснув, або забув виконати молитву, або був змушений до цього надзвичайними обставинами чи факторами, що не залежать від нього, або у випадку жінки, чия молитва була відкладена через менструацію, то закінченням часу молитви за магрибським каноном є фаджр.

Попри відносно довгий період, протягом якого можна читати дійсні молитви, вважається важливим читати молитву, як тільки починається час.
Шиїтська доктрина дозволяє молитися по черзі за полуденною, денною, вечірньою та нічною молитвами, тобто за Зухром може слідувати Аср, коли буде прочитана полуденна молитва та мине достатньо часу, а за Магрібом може слідувати Іша, коли буде прочитана вечірня молитва та мине достатньо часу.
Під час Рамадану магрібська молитва знаменує кінець посту та є початком іфтару.